# Brühkäse
Brühkäse oder Knetkäse sind Käsesorten, die sich durch ein besonderes Herstellungsverfahren auszeichnen, bei dem die Bruchmasse gesäuert, mit heißer Flüssigkeit gebrüht und geknetet wird. Hierdurch erhält der Käse einen typischen Geschmack und eine typische Struktur, in denen sich die verschiedenen Brühkäsesorten zumindest ähnlich sind.  Eine Abart der Brühkäse bilden die Pasta-Filata-Käse, zu deren bekanntesten Vertretern Mozzarella und Provolone gehören. Weitere Sorten stammen vor allem aus Osteuropa.

## Herstellung
Die wesentliche Eigenschaft der Brühkäse ist die Behandlung des gesäuerten Käsebruchs mit heißer Flüssigkeit – das „Brühen“ – und das anschließende Kneten der Masse. Nach dem Dicklegen der Milch und anschließendem Zerteilen der Dickete lässt man den Bruch wieder zu einem „Bruchkuchen“ zusammenwachsen und einige Stunden lang säuern, anschließend zerkleinert man die Masse erneut. Dann wird sie mit heißem Wasser, gelegentlich auch heißer Molke, mit oder ohne Zusatz von Kochsalz, überbrüht und geknetet. Das Kneten dient zunächst dem Vermischen der Bruchmasse mit der heißen Flüssigkeit und unterstützt im weiteren Verlauf die Herstellung einer plastischen Konsistenz.
Die weitere Behandlung und Formgebung kann verschieden sein:
- Einige Sorten werden lediglich portionsweise geknetet und umgeschichtet. Dann füllt man die Masse zur Formgebung in schlichte Laibformen wie beim Kaschkawal oder in Zierformen wie beim Oštiepok; teils wurde der Käse früher auch von Hand in kunstvolle Formen gebracht.
- Andere Sorten – insbesondere solche vom Pasta-Filata-Typ – werden nach dem Kneten zu langen Strängen ausgezogen. Die Dehnbarkeit der Bruchmasse ist bemerkenswert: Bei der Herstellung von Provolone ist die richtige Konsistenz erreicht, wenn sich 10 g erwärmter Masse zu Fäden von einem Meter ausziehen lassen.[3] Die Formgebung erfolgt unterschiedlich. Beim Parenica und Çeçil werden die Stränge ganz gelassen, teils spiralförmig aufgerollt, beim Mozzarella werden Stücke der Fäden abgeschnitten und zu Kugeln geformt, beim Caciocavallo und Provolone werden größere Teile abgeschnitten, erneut geknetet und verschiedentlich in Form gebracht.

Einige Brühkäse werden relativ frisch genossen, zum Beispiel der Mozzarella. Die Konsistenz dieser jungen Sorten ist faserig bis schichtartig. Gereifte Sorten, wie Provolone, sind geschichtet, teilweise auch körnig.

## Sorten
Zu den Brüh- bzw. Knetkäsesorten, die nicht zu Fäden ausgezogen werden, zählen:
- Kaschkawal
- Oštiepok

Zu den ausgezogenen Sorten zählen:
- Parenica
- Çeçil
- alle italienischen Pasta-Filata-Käse